# Saison 2018 de Super Rugby
Navigation
Super Rugby 2017 Super Rugby 2019
La saison 2018 de Super Rugby est la vingt-troisième édition de cette compétition de rugby à XV. Elle est disputée par quinze franchises, quatre d'Afrique du Sud, une d'Argentine, quatre d'Australie, une du Japon et cinq de Nouvelle-Zélande. Les Crusaders sont les champions en titre.

## Retour à 15 équipes
En 2017, la SANZAAR annonce que le Super Rugby va réduire le nombre de ses participants pour l'année suivante, faisant passer la compétition de 18 à 15 équipes. La compétition retrouve son format de 2015. Il est alors décidé que deux franchises sud-africaines et une australienne quittent le championnat. La SANZAAR laisse le choix des équipes éliminées aux fédérations nationales.
La Fédération sud-africaine de rugby à XV (SARU) décide d'évincer les Cheetahs et les Southern Kings, celles-ci demandent alors la possibilité d'intégrer le Pro12. Le 18 juillet 2017, le comité directeur de l'organisation décide de valider cette décision. La compétition est alors rebaptisée Pro14 après la jonction des deux nouvelles équipes.
La Fédération australienne de rugby à XV (ARU) hésite entre les Melbourne Rebels et la Western Force, mais elle choisit finalement de retirer sa licence à cette dernière,. Le 14 août 2017, Rugby Western Australia ; l'entité responsable du développement et de la gestion du rugby à XV en Australie-Occidentale ; dépose un recours en appel pour contester sa mise à l'écart devant la cour suprême de la Nouvelle-Galles du Sud. Le 5 septembre 2017, la cour suprême de la Nouvelle-Galles du Sud décide de rejeter l'appel.

## Franchises participantes
La compétition oppose quinze franchises issues d'Afrique du Sud, d'Australie, de Nouvelle-Zélande, du Japon et d'Argentine. Chaque franchise représente une aire géographique.
| Nom             | Pays             | Ville           | Stade                                  | Entraîneur      | Capitaine          |
| --------------- | ---------------- | --------------- | -------------------------------------- | --------------- | ------------------ |
| Jaguars         | Argentine        | Buenos Aires    | Stade José Amalfitani                  | Mario Ledesma   | Pablo Matera       |
| Blues           | Nouvelle-Zélande | Auckland        | Eden Park                              | Tana Umaga      | Augustine Pulu     |
| Brumbies        | Australie        | Canberra        | Canberra Stadium                       | Dan McKellar    | Sam Carter         |
| Bulls           | Afrique du Sud   | Pretoria        | Loftus Versfeld                        | John Mitchell   | Nick de Jager      |
| Chiefs          | Nouvelle-Zélande | Hamilton        | Waikato Stadium                        | Colin Cooper    | Sam Cane           |
| Crusaders       | Nouvelle-Zélande | Christchurch    | Rugby League Park                      | Scott Robertson | Sam Whitelock      |
| Highlanders     | Nouvelle-Zélande | Dunedin         | Forsyth Barr Stadium                   | Aaron Mauger    | Ben Smith          |
| Hurricanes      | Nouvelle-Zélande | Wellington      | Westpac Stadium                        | Chris Boyd      | Dane Coles         |
| Lions           | Afrique du Sud   | Johannesburg    | Ellis Park Stadium                     | Swys de Bruin   | Warren Whiteley    |
| Rebels          | Australie        | Melbourne       | AAMI Park                              | David Wessels   | Adam Coleman       |
| Waratahs        | Australie        | Sydney          | Sydney Football Stadium                | Daryl Gibson    | Michael Hooper     |
| Queensland Reds | Australie        | Brisbane        | Suncorp Stadium                        | Brad Thorn      | Scott Higginbotham |
| Sharks          | Afrique du Sud   | Durban          | Kings Park Stadium                     | Robert du Preez | Ruan Botha         |
| Stormers        | Afrique du Sud   | Cape Town       | Newlands Stadium                       | Robbie Fleck    | Eben Etzebeth      |
| Sunwolves       | Japon            | Tokyo Singapour | Chichibunomiya Rugby Stadium Singapour | Jamie Joseph    | Willie Britz       |

### Classements de la phase régulière
| Rang | Franchise        | J  | V  | N | D  | Bo | Bd | Pm  | Pe  | Diff | Pts |
| ---- | ---------------- | -- | -- | - | -- | -- | -- | --- | --- | ---- | --- |
| 1    | Crusaders        | 16 | 14 | 0 | 2  | 7  | 0  | 542 | 295 | +247 | 63  |
| 2    | Lions            | 16 | 9  | 0 | 7  | 6  | 4  | 519 | 435 | +84  | 48  |
| 3    | Waratahs         | 16 | 9  | 1 | 6  | 4  | 2  | 557 | 445 | +112 | 44  |
| 4    | Hurricanes       | 16 | 11 | 0 | 5  | 5  | 2  | 474 | 343 | +131 | 51  |
| 5    | Chiefs           | 16 | 11 | 0 | 5  | 3  | 2  | 463 | 368 | +95  | 49  |
| 6    | Highlanders      | 16 | 10 | 0 | 6  | 3  | 1  | 437 | 445 | -8   | 44  |
| 7    | Jaguares         | 16 | 9  | 0 | 7  | 2  | 0  | 409 | 418 | -9   | 38  |
| 8    | Sharks           | 16 | 7  | 1 | 8  | 2  | 4  | 437 | 442 | -5   | 36  |
| 9    | Melbourne Rebels | 16 | 7  | 0 | 9  | 5  | 3  | 440 | 461 | -21  | 36  |
| 10   | Brumbies         | 16 | 7  | 0 | 9  | 2  | 4  | 393 | 422 | -29  | 34  |
| 11   | Stormers         | 16 | 6  | 0 | 10 | 0  | 5  | 390 | 423 | -33  | 29  |
| 12   | Bulls            | 16 | 6  | 0 | 10 | 2  | 3  | 441 | 502 | -61  | 29  |
| 13   | Queensland Reds  | 16 | 6  | 0 | 10 | 1  | 3  | 389 | 501 | -112 | 28  |
| 14   | Blues            | 16 | 4  | 0 | 12 | 2  | 4  | 378 | 509 | -131 | 22  |
| 15   | Sunwolves        | 16 | 3  | 0 | 13 | 0  | 2  | 404 | 664 | -260 | 14  |

| Rang | Franchise        | J  | V | N | D  | Bo | Bd | Pm  | Pe  | Diff | Pts |
| ---- | ---------------- | -- | - | - | -- | -- | -- | --- | --- | ---- | --- |
| 1    | Waratahs         | 16 | 9 | 1 | 6  | 4  | 2  | 557 | 445 | +112 | 44  |
| 2    | Melbourne Rebels | 16 | 7 | 0 | 9  | 5  | 3  | 440 | 461 | -21  | 36  |
| 3    | Brumbies         | 16 | 7 | 0 | 9  | 2  | 4  | 393 | 422 | -29  | 34  |
| 4    | Queensland Reds  | 16 | 6 | 0 | 10 | 1  | 3  | 389 | 501 | -112 | 28  |
| 5    | Sunwolves        | 16 | 3 | 0 | 13 | 0  | 2  | 404 | 664 | -260 | 14  |

| Rang | Franchise   | J  | V  | N | D  | Bo | Bd | Pm  | Pe  | Diff | Pts |
| ---- | ----------- | -- | -- | - | -- | -- | -- | --- | --- | ---- | --- |
| 1    | Crusaders   | 16 | 14 | 0 | 2  | 7  | 0  | 542 | 295 | +247 | 63  |
| 2    | Hurricanes  | 16 | 11 | 0 | 5  | 5  | 2  | 474 | 343 | +131 | 51  |
| 3    | Chiefs      | 16 | 11 | 0 | 5  | 3  | 2  | 463 | 368 | +95  | 49  |
| 4    | Highlanders | 16 | 10 | 0 | 6  | 3  | 1  | 437 | 445 | -8   | 44  |
| 5    | Blues       | 16 | 4  | 0 | 12 | 2  | 4  | 378 | 509 | -131 | 22  |

| Rang | Franchise | J  | V | N | D  | Bo | Bd | Pm  | Pe  | Diff | Pts |
| ---- | --------- | -- | - | - | -- | -- | -- | --- | --- | ---- | --- |
| 1    | Lions     | 16 | 9 | 0 | 7  | 6  | 4  | 519 | 435 | +84  | 48  |
| 2    | Jaguares  | 16 | 9 | 0 | 7  | 2  | 0  | 409 | 418 | -9   | 38  |
| 3    | Sharks    | 16 | 7 | 1 | 8  | 2  | 4  | 437 | 442 | -5   | 36  |
| 4    | Stormers  | 16 | 6 | 0 | 10 | 0  | 5  | 390 | 423 | -33  | 29  |
| 5    | Bulls     | 16 | 6 | 0 | 10 | 2  | 3  | 441 | 502 | -61  | 29  |

### Phase finale
|  | Quarts de finale                                          | Quarts de finale                                          |           |    | Demi-finales                                 | Demi-finales                                 |  |  | Finale                                   | Finale                                   |
|  | Quarts de finale                                          | Quarts de finale                                          |           |    | Demi-finales                                 | Demi-finales                                 |  |  | Finale                                   | Finale                                   |
|  |                                                           |                                                           |           |    |                                              |                                              |  |  |                                          |                                          |
|  | 21 juillet 2018 au AMI Stadium, Christchurch              | 21 juillet 2018 au AMI Stadium, Christchurch              |           |    | 28 juillet 2018 au AMI Stadium, Christchurch | 28 juillet 2018 au AMI Stadium, Christchurch |  |  | 4 août 2018 au AMI Stadium, Christchurch | 4 août 2018 au AMI Stadium, Christchurch |
|  | 21 juillet 2018 au AMI Stadium, Christchurch              | 21 juillet 2018 au AMI Stadium, Christchurch              |           |    | 28 juillet 2018 au AMI Stadium, Christchurch | 28 juillet 2018 au AMI Stadium, Christchurch |  |  | 4 août 2018 au AMI Stadium, Christchurch | 4 août 2018 au AMI Stadium, Christchurch |
|  | Crusaders                                                 | 40                                                        |           |    | 28 juillet 2018 au AMI Stadium, Christchurch | 28 juillet 2018 au AMI Stadium, Christchurch |  |  | 4 août 2018 au AMI Stadium, Christchurch | 4 août 2018 au AMI Stadium, Christchurch |
|  | Crusaders                                                 | 40                                                        |           |    | 28 juillet 2018 au AMI Stadium, Christchurch | 28 juillet 2018 au AMI Stadium, Christchurch |  |  | 4 août 2018 au AMI Stadium, Christchurch | 4 août 2018 au AMI Stadium, Christchurch |
|  | Sharks                                                    | 10                                                        |           |    | 28 juillet 2018 au AMI Stadium, Christchurch | 28 juillet 2018 au AMI Stadium, Christchurch |  |  | 4 août 2018 au AMI Stadium, Christchurch | 4 août 2018 au AMI Stadium, Christchurch |
|  | Sharks                                                    | 10                                                        | Crusaders | 30 |                                              |                                              |  |  | 4 août 2018 au AMI Stadium, Christchurch | 4 août 2018 au AMI Stadium, Christchurch |
|  | 20 juillet 2018 au Westpac Stadium, Wellington            |                                                           | Crusaders | 30 |                                              |                                              |  |  | 4 août 2018 au AMI Stadium, Christchurch | 4 août 2018 au AMI Stadium, Christchurch |
|  |                                                           | Hurricanes                                                | 12        |    |                                              |                                              |  |  | 4 août 2018 au AMI Stadium, Christchurch | 4 août 2018 au AMI Stadium, Christchurch |
|  | Hurricanes                                                | Hurricanes                                                | 12        | 32 |                                              |                                              |  |  | 4 août 2018 au AMI Stadium, Christchurch | 4 août 2018 au AMI Stadium, Christchurch |
|  | Hurricanes                                                |                                                           |           | 32 |                                              |                                              |  |  | 4 août 2018 au AMI Stadium, Christchurch | 4 août 2018 au AMI Stadium, Christchurch |
|  | Chiefs                                                    | 31                                                        |           |    |                                              |                                              |  |  | 4 août 2018 au AMI Stadium, Christchurch | 4 août 2018 au AMI Stadium, Christchurch |
|  | Chiefs                                                    | 31                                                        | Crusaders | 37 |                                              |                                              |  |  |                                          |                                          |
|  | 21 juillet 2018 à l'Emirates Airlines Park, Johannesbourg |                                                           | Crusaders | 37 |                                              |                                              |  |  |                                          |                                          |
|  |                                                           | Lions                                                     | 18        |    |                                              |                                              |  |  |                                          |                                          |
|  | Lions                                                     | Lions                                                     | 18        | 40 |                                              |                                              |  |  |                                          |                                          |
|  | Lions                                                     | 28 juillet 2018 à l'Emirates Airlines Park, Johannesbourg |           | 40 |                                              |                                              |  |  |                                          |                                          |
|  | Jaguars                                                   | 23                                                        |           |    |                                              |                                              |  |  |                                          |                                          |
|  | Jaguars                                                   | 23                                                        | Lions     | 42 |                                              |                                              |  |  |                                          |                                          |
|  | 21 juillet 2018 au Allianz Stadium, Sydney                |                                                           | Lions     | 42 |                                              |                                              |  |  |                                          |                                          |
|  |                                                           | Waratahs                                                  | 26        |    |                                              |                                              |  |  |                                          |                                          |
|  | Waratahs                                                  | Waratahs                                                  | 26        | 30 |                                              |                                              |  |  |                                          |                                          |
|  | Waratahs                                                  |                                                           |           | 30 |                                              |                                              |  |  |                                          |                                          |
|  | Highlanders                                               | 23                                                        |           |    |                                              |                                              |  |  |                                          |                                          |
|  | Highlanders                                               | 23                                                        |           |    |                                              |                                              |  |  |                                          |                                          |

#### Quarts de finale
| 20 juillet 2018 19 h 35 | Hurricanes | 32 – 31 (17 - 10) | Chiefs | Westpac Stadium, Wellington Arbitre : Glen Jackson |
| 20 juillet 2018 19 h 35 | Essai(s) : Savea (1re), Perenara 2 (33e, 62e), Lam (69e) · Transformation(s) : B. Barrett 2 (2e, 33e), J. Barrett (70e) · Pénalité(s) : B. Barrett 2 (11e, 55e) · Carton(s) jaune(s) : Fifita 80e à {{{2}}}e · |                   | Essai(s) : Weber (7e), Lienert-Brown (51e), McKenzie (79e), Boshier (80e) Transformation(s) : McKenzie 3 (8e, 52e, 79e), Ngatai (80e) Pénalité(s) : McKenzie (22e) | Westpac Stadium, Wellington Arbitre : Glen Jackson |
| 20 juillet 2018 19 h 35 | |                   | | Westpac Stadium, Wellington Arbitre : Glen Jackson |

| 21 juillet 2018 19 h 35 | Crusaders | 40 – 10 (16-7) | Sharks                                                                                   | AMI Stadium, Christchurch Arbitre : Mike Fraser |
| 21 juillet 2018 19 h 35 | Essai(s) : Hall (9e), Havili (12e), Todd (42e), Ennor (67e), Samu (72e) Transformation(s) : Mo'unga 3 (43e, 68e, 73e) Pénalité(s) : Mo'unga 3(7e, 40e, 57e) |                | Essai(s) : Van Wyk (26e) Transformation(s) : Du Preez (27e) Pénalité(s) : Du Preez (48e) | AMI Stadium, Christchurch Arbitre : Mike Fraser |
| 21 juillet 2018 19 h 35 | |                |                                                                                          | AMI Stadium, Christchurch Arbitre : Mike Fraser |

| 21 juillet 2018 20 h 05 | Waratahs | 30 – 23 (6-23) | Highlanders | Allianz Stadium, Australie Arbitre : Angus Gardner |
| 21 juillet 2018 20 h 05 | Essai(s) : Foley (54e, 61e), Folau (56e) · Transformation(s) : Foley 3 (54e, 57e, 62e) · Pénalité(s) : Foley 3 (4e, 9e, 71e) · Carton(s) jaune(s) : Ryan 74e à 80e · |                | Essai(s) : Naholo (11e), Thompson (25e) · Transformation(s) : Sopoaga (12e, 26e) · Pénalité(s) : Sopoaga 3 (7e, 19e, 34e) · Carton(s) jaune(s) : Naholo 52e à 62e · | Allianz Stadium, Australie Arbitre : Angus Gardner |
| 21 juillet 2018 20 h 05 | |                | | Allianz Stadium, Australie Arbitre : Angus Gardner |

| 21 juillet 2018 15 h 05 | Lions | 40 – 23 (24 - 9) | Jaguars | Emirates Airlines Park, Johannesburg Arbitre : Jaco Peyper |
| 21 juillet 2018 15 h 05 | Essai(s) : Combrinck (8e), Vorster (15e), Marx (27e) , Coetzee (57e) Transformation(s) : Jantjies 4 (9e, 16e, 28e, 58e) Pénalité(s) : Jantjies 3 (26e, 44e, 76e) Drop(s) : Jantjies (64e) |                  | Essai(s) : Delguy (42e), Matera (48e) Transformation(s) : Sánchez 2 (43e, 49e) Pénalité(s) : Sánchez 3 (4e, 6e, 37e) | Emirates Airlines Park, Johannesburg Arbitre : Jaco Peyper |
| 21 juillet 2018 15 h 05 | |                  | | Emirates Airlines Park, Johannesburg Arbitre : Jaco Peyper |

#### Demi-finales
| 28 juillet 2018 19 h 35 | Crusaders | 30 – 12 (18-7) | Hurricanes                                                             | AMI Stadium, Christchurch Arbitre : Jaco Peyper |
| 28 juillet 2018 19 h 35 | Essai(s) : Mo'unga (15e), Bridge (28e), Havili (44e), Ennor (69e) Transformation(s) : Mo'unga 2 (16e, 45e) Pénalité(s) : Mo'unga 2 (36e, 39e) |                | Essai(s) : Savea (19e), Lam (80e) Transformation(s) : B. Barrett (19e) | AMI Stadium, Christchurch Arbitre : Jaco Peyper |
| 28 juillet 2018 19 h 35 | |                |                                                                        | AMI Stadium, Christchurch Arbitre : Jaco Peyper |

| 28 juillet 2018 15 h 05 | Lions | 44-26 (19-19) | Waratahs | Emirates Airline Park, Johannesburg Arbitre : Glen Jackson |
| 28 juillet 2018 15 h 05 | Essai(s) : Smith 2 (21e, 63e), Dyantyi (26e), Marx 2 (35e, 58e), Skosan (79e) Transformation(s) : Jantjies 4 (28e, 37e, 64e, 80e) Pénalité(s) : Jantjies 2 (55e, 74e) |               | Essai(s) : Hanigan (4e), Folau (8e), Robertson (39e), Gordon (76e) · Transformation(s) : Foley 3 (6e, 10e, 76e) · Carton(s) jaune(s) : Fitzpatrick 57e à 67e · | Emirates Airline Park, Johannesburg Arbitre : Glen Jackson |
| 28 juillet 2018 15 h 05 | |               | | Emirates Airline Park, Johannesburg Arbitre : Glen Jackson |

#### Finale
(mt : 20 - 6)
Points marqués
- Crusaders :  4 essais de Tamanivalu (18e), Havili (33e), Drummond (61e) et Barrett (69e), 4 transformations de Mo'unga (19e, 35e, 62e, 70e), 3 pénalités de Mo'unga (15e, 32e, 42e), 1 carton jaune pour Crotty (66e).
- Lions : 2 essais de Brink (52e) et Marx (67e), 1 transformation de Jantjies (53e), 2 pénalités de Jantjies (12e, 38e).

Évolution du score : 0-3, 3-3, 8-3, 10-3, 13-3, 18-3, 20-3, 20-6, 23-6, 23-11, 23-13, 28-13, 30-13, 30-18, 35-18, 37-18.
Arbitre :  Angus Gardner
Résumé
| Crusaders Titulaires David Havili 15 Seta Tamanivalu 14 Jack Goodhue 13 Ryan Crotty 12 George Bridge 11 Richie Mo'unga 10 Bryn Hall 9 Kieran Read 8 Matt Todd 7 Heiden Bedwell-Curtis 6 (cap.) Sam Whitelock 5 Scott Barrett 4 Owen Franks 3 Codie Taylor 2 Joe Moody 1 Remplaçants 16 Andrew Makalio 17 Tim Perry 18 Michael Alaalatoa 19 Luke Romano 20 Peter Samu 21 Mitchell Drummond 22 Mitchell Hunt 23 Braydon Ennor Entraîneur Scott Robertson |  |  |  | Lions Titulaires 15 Andries Coetzee 14 Ruan Combrinck 13 Lionel Mapoe 12 Harold Vorster 11 Courtnall Skosan 10 Elton Jantjies 9 Ross Cronjé 8 Warren Whiteley (cap.) 7 Cyle Brink 6 Kwagga Smith 5 Franco Mostert 4 Marvin Orie 3 Ruan Dreyer 2 Malcolm Marx 1 Jacques van Rooyen Remplaçants Corné Fourie 16 Dylan Smith 17 Johannes Jonker 18 Lourens Erasmus 19 Marnus Schoeman 20 Dillon Smit 21 Aphiwe Dyantyi 22 Howard Mnisi 23 Entraîneur Swys de Bruin |

## Résultats détaillés
| Clubs       | BRU   | REB   | RED   | SUN   | WAR   | BLU   | CHI   | CRU   | HIG   | HUR   | BUL   | JAG   | LIO   | SHA   | STO   |
| ----------- | ----- | ----- | ----- | ----- | ----- | ----- | ----- | ----- | ----- | ----- | ----- | ----- | ----- | ----- | ----- |
| Brumbies    |       | 24-27 | 45-21 | 41-31 | 17-24 |       |       | 8-21  |       | 24-12 |       | 20-25 |       | 24-17 |       |
| Rebels      | 33-10 |       | 45-19 | 40-13 | 26-31 |       |       | 10-55 |       | 19-50 |       | 22-25 |       | 46-14 |       |
| Reds        | 18-10 | 37-23 |       | 48-27 | 41-52 |       | 12-36 |       | 15-18 |       | 20-14 |       | 27-22 |       |       |
| Sunwolves   | 25-32 | 17-37 | 63-28 |       | 29-50 | 10-24 | 10-61 |       |       |       | 42-37 |       |       |       | 26-23 |
| Waratahs    | 31-40 | 51-27 | 37-16 | 77-25 |       | 21-24 |       |       | 41-12 |       |       |       | 0-29  |       | 34-27 |
| Blues       |       | 10-20 | 39-16 |       |       |       | 21-27 | 24-32 | 16-34 | 15-36 |       | 13-20 |       | 40-63 |       |
| Chiefs      | 24-19 |       |       |       | 39-27 | 21-19 |       | 20-34 | 27-22 | 28-24 | 41-28 | 19-23 |       |       |       |
| Crusaders   |       |       |       | 33-11 | 31-29 | 54-17 | 45-23 |       | 45-22 | 24-13 | 33-14 |       |       |       | 45-28 |
| Highlanders | 43-17 | 43-37 |       |       |       | 41-34 | 22-45 | 25-17 |       | 30-14 |       |       | 39-27 |       | 33-15 |
| Hurricanes  |       |       | 38-34 | 43-15 |       | 42-24 | 25-13 | 29-19 | 29-12 |       |       |       | 28-19 | 38-37 |       |
| Bulls       | 28-38 | 28-10 |       |       |       |       |       |       | 28-29 | 21-19 |       | 43-34 | 35-49 | 39-33 | 33-23 |
| Jaguars     |       |       | 7-18  |       | 38-28 |       |       | 14-40 |       | 9-34  | 54-24 |       | 49-35 | 29-13 | 25-14 |
| Lions       | 42-24 |       |       | 40-38 |       | 35-38 |       | 8-14  |       |       | 38-12 | 47-27 |       | 26-19 | 52-31 |
| Sharks      |       |       |       | 50-22 | 24-24 |       | 28-24 |       | 38-12 |       | 10-40 | 20-10 | 31-24 |       | 24-17 |
| Stormers    |       | 34-18 | 25-19 |       |       | 37-20 | 9-15  |       |       |       | 29-17 | 28-20 | 23-26 | 27-16 |       |

-

|  | Victoire à domicile |  | Match nul |  | Défaite à domicile |

## Statistiques
Les statistiques incluent la phase finale.

### Meilleurs réalisateurs
| Rang | Joueur          | Club        | Points |
| ---- | --------------- | ----------- | ------ |
| 1    | Bernard Foley   | Waratahs    | 223    |
| 2    | Robert du Preez | Sharks      | 215    |
| 3    | Damian McKenzie | Chiefs      | 177    |
| 4    | Elton Jantjies  | Lions       | 173    |
| 5    | Nicolás Sánchez | Jaguares    | 161    |
| 6    | Lima Sopoaga    | Highlanders | 158    |
| 7    | Richie Mo'unga  | Crusaders   | 150    |
| 8    | Handré Pollard  | Bulls       | 144    |
| 9    | Hayden Parker   | Sunwolves   | 136    |
| 10   | Beauden Barrett | Hurricanes  | 122    |

### Meilleurs marqueurs
| Rang | Joueur             | Club        | Essais |
| ---- | ------------------ | ----------- | ------ |
| 1    | Ben Lam            | Hurricanes  | 16     |
| 2    | George Bridge      | Crusaders   | 15     |
| 2    | Taqele Naiyaravoro | Waratahs    | 15     |
| 4    | Malcolm Marx       | Lions       | 12     |
| 5    | Israel Folau       | Waratahs    | 11     |
| 6    | Emiliano Boffelli  | Jaguares    | 10     |
| 6    | Bautista Delguy    | Jaguares    | 10     |
| 6    | Rieko Ioane        | Blues       | 10     |
| 6    | Waisake Naholo     | Highlanders | 10     |
| 10   | Tom Banks          | Brumbies    | 9      |
| 10   | Ngani Laumape      | Hurricanes  | 9      |
| 10   | Jack Maddocks      | Rebels      | 9      |

## Récompenses

### Meilleur joueur
Après avoir réalisé une nouvelle bonne saison sur le point personnel, le joueur polyvalent des Chiefs, Damian McKenzie vingt-deux ans, reçoit le prix du meilleur joueur de la saison de Super Rugby pour la troisième année consécutive. D'un point de vue statistique, il termine troisième meilleur réalisateur avec 177 points inscrits et marque six essais. Il est également le joueur ayant réalisé le plus de courses (177), le plus de franchissements (26), le plus de défenseurs battus (74), le plus de passes après contact et aussi le plus de mètres parcourus ballon en main (958).

### Équipe de la saison
Une équipe-type de la saison est également mise en place pour récompenser les meilleurs joueurs de la saison à chaque poste, elle se compose des joueurs suivants :
| Poste                  | Joueurs                           | Joueurs                           | Joueurs                           | Joueurs                         | Joueurs                         | Joueurs                         |
| ---------------------- | --------------------------------- | --------------------------------- | --------------------------------- | ------------------------------- | ------------------------------- | ------------------------------- |
| Arrière                | [15] Israel Folau (Waratahs)      | [15] Israel Folau (Waratahs)      | [15] Israel Folau (Waratahs)      | [15] Israel Folau (Waratahs)    | [15] Israel Folau (Waratahs)    | [15] Israel Folau (Waratahs)    |
| Trois quarts ailes     | [14] Solomon Alaimalo (Chiefs)    | [14] Solomon Alaimalo (Chiefs)    | [14] Solomon Alaimalo (Chiefs)    | [11] George Bridge (Crusaders)  | [11] George Bridge (Crusaders)  | [11] George Bridge (Crusaders)  |
| Trois quarts centres   | [13] Anton Lienert-Brown (Chiefs) | [13] Anton Lienert-Brown (Chiefs) | [13] Anton Lienert-Brown (Chiefs) | [12] Michael Little (Sunwolves) | [12] Michael Little (Sunwolves) | [12] Michael Little (Sunwolves) |
| Charnière              | [10] Damian McKenzie (Chiefs)     | [10] Damian McKenzie (Chiefs)     | [10] Damian McKenzie (Chiefs)     | [9] TJ Perenara (Hurricanes)    | [9] TJ Perenara (Hurricanes)    | [9] TJ Perenara (Hurricanes)    |
| Troisième ligne centre | [8] Akira Ioane (Blues)           | [8] Akira Ioane (Blues)           | [8] Akira Ioane (Blues)           | [8] Akira Ioane (Blues)         | [8] Akira Ioane (Blues)         | [8] Akira Ioane (Blues)         |
| Troisième ligne aile   | [7] Jean-Luc du Preez (Sharks)    | [7] Jean-Luc du Preez (Sharks)    | [7] Jean-Luc du Preez (Sharks)    | [6] Pablo Matera (Jaguares)     | [6] Pablo Matera (Jaguares)     | [6] Pablo Matera (Jaguares)     |
| Deuxième ligne         | [5] Lood de Jager (Bulls)         | [5] Lood de Jager (Bulls)         | [5] Lood de Jager (Bulls)         | [4] Brodie Retallick (Chiefs)   | [4] Brodie Retallick (Chiefs)   | [4] Brodie Retallick (Chiefs)   |
| Piliers                | [3] Taniela Tupou (Reds)          | [3] Taniela Tupou (Reds)          | [3] Taniela Tupou (Reds)          | [1] Steven Kitshoff (Stormers)  | [1] Steven Kitshoff (Stormers)  | [1] Steven Kitshoff (Stormers)  |
| Talonneur              | [2] Malcolm Marx (Lions)          | [2] Malcolm Marx (Lions)          | [2] Malcolm Marx (Lions)          | [2] Malcolm Marx (Lions)        | [2] Malcolm Marx (Lions)        | [2] Malcolm Marx (Lions)        |